# Jingshan, Jinghu
Jingshan (kinesiska: 荆山) är ett stadsdelsdistrikt i östra Kina. Det ligger i stadsdistriktet Jinghu i staden Wuhu i provinsen Anhui, omkring 130 kilometer sydost om provinshuvudstaden Hefei. Antalet invånare är 9 450. Befolkningen består av 4 546 kvinnor och 4 904 män. Barn under 15 år utgör 12,0 %, vuxna 15-64 år 76 %, och äldre över 65 år 11,0 %.